# Boana poaju
Boana poaju é uma espécie de anfíbio da família Hylidae. Endêmica do Brasil, onde pode ser encontrada nos municípios Rancho Queimado, Águas Mornas e Santo Amaro da Imperatriz, no estado de Santa Catarina.